# Lachesilla bottimeri
Lachesilla bottimeri är en insektsart som beskrevs av Edward L. Mockford och Gurney 1956. Lachesilla bottimeri ingår i släktet Lachesilla och familjen kviststövsländor. Inga underarter finns listade i Catalogue of Life.